# Ulialde elkartea

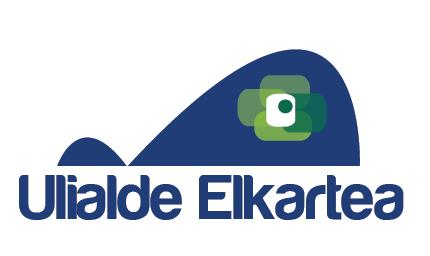
Logo de Ulialde Elkartea

Ulialde Kultur eta Gastronomia Elkartea (en español: Asociación cultural y gastronómica Ulialde), se fundó el 21 de julio de 1935 en el barrio donostiarra de Gros, en el número 15 de la Calle Trueba, siendo su primer presidente Inocencio Tolaretxipi. En 1936, se elige como nuevo presidente de Ulialde Batzokia al señor Arbitza (se desconoce el nombre de pila).
Se inauguró con el nombre Ulialde Batzokia, pero durante la guerra civil tuvo que cesar su actividad y durante los años de la dictadura realizaba las actividades clandestinamente. En 1977, se reinaugura el Ulialde Batzokia en el local de la calle José María Soroa 10. Entre 1977 y 1986 se realizan varias actividades, entre las que se encontraba el Ulialde Euskaltegia. En 1986, se traslada provisionalmente a la calle Ramón María Lili, y en 1996 a la plaza Biteri 1. En 2009, definitivamente, se compra la nueva sede en la calle Bermingham 28.
En 2013, se refundó con el actual nombre Ulialde Elkartea, teniendo su sede en la calle Bermingham 28 del barrio de Gros y realiza actividades en todos los barrios de la zona este de San Sebastián (Gros, Egia, Ulia, Intxaurrondo, Bidebieta)
Durante su primera etapa de vida, se organizaban numerosas actividades culturales y deportivas entre sus asociados como: Clases de Euskal Dantza (ezpatadantza, dantzaris…), clases de euskera, poxpolinak, clases de cocina, campeonatos de mus y tute, equipos de pelotaris, carreras ciclistas, corales musicales. Y dentro de Ulialde Batzokia también realizaban actividad sus jóvenes en Euzko Gaztedi Indarra y las mujeres en Emakume Abertzale Batza.

## Tamborrada de San Ignacio.

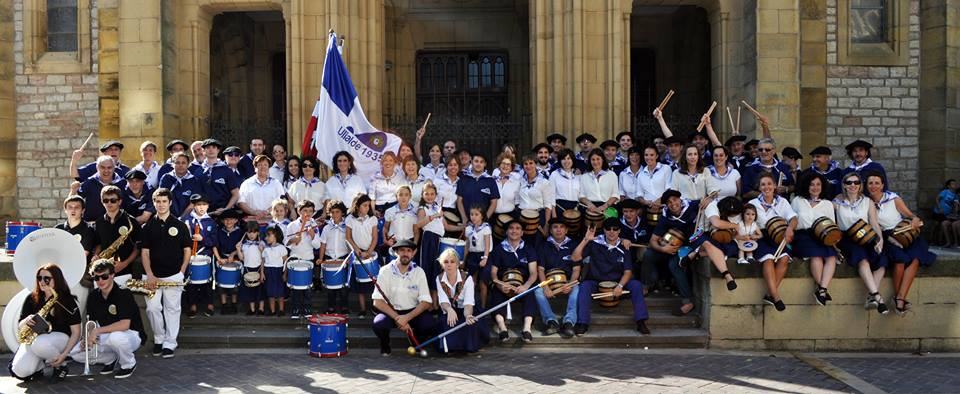
Tamborrada Ulialde Elkartea

Desde 2014, organiza una tamborrada por las calles de Gros el día de San Ignacio, 31 de julio, para conmemorar el día del patrón de Gros y Guipúzcoa, así como el día de la fundación de EAJ-PNV.
Actualmente cuenta con 150 participantes, unos 120 adultos y 30 niños, y es de composición mixta.
El Tambor Mayor de la tamborrada es su presidente, Josu Casal, y la Barril Mayor es Uxue Iriondo. Hace un recorrido por el barrio de Gros, haciendo paradas en las principales sociedades gastronómicas del barrio como Umore Ona, Kondarrak, Itsas Buru, Casa de Galicia o el Centro Burgalés.

## Premio Ramón Labayen de Cine.

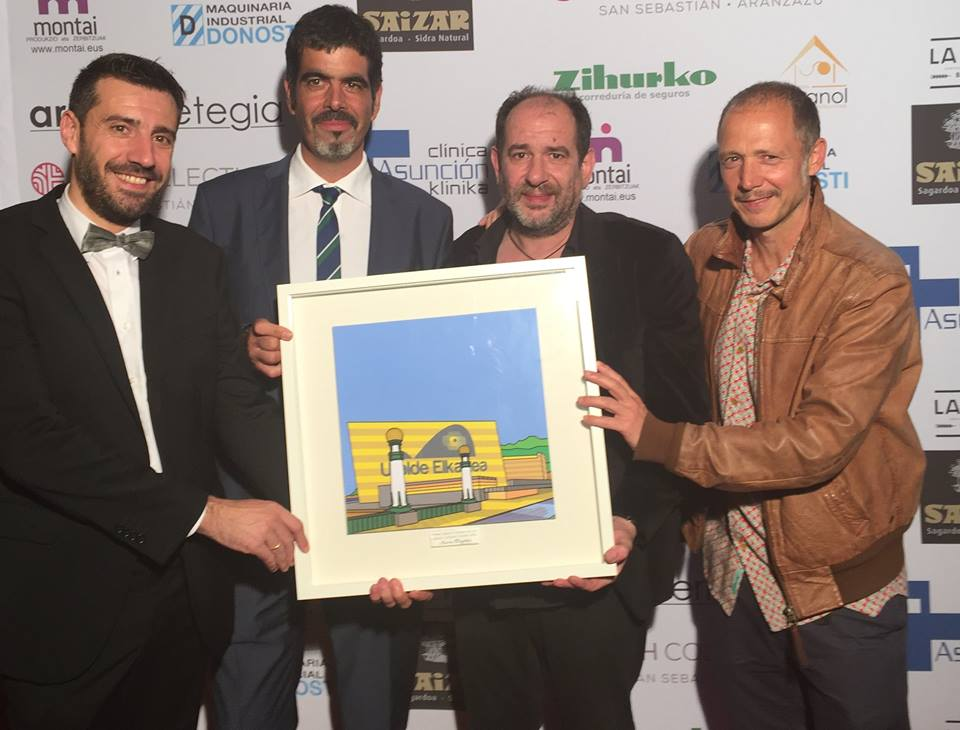
Premio Ramón Labayen de cine 2015. De izq a dcha. Josu Casal (Presidente de Ulialde Elkartea), Eneko Goia (Alcalde de San Sebastián), Karra Elejalde y Martxelo Rubio.

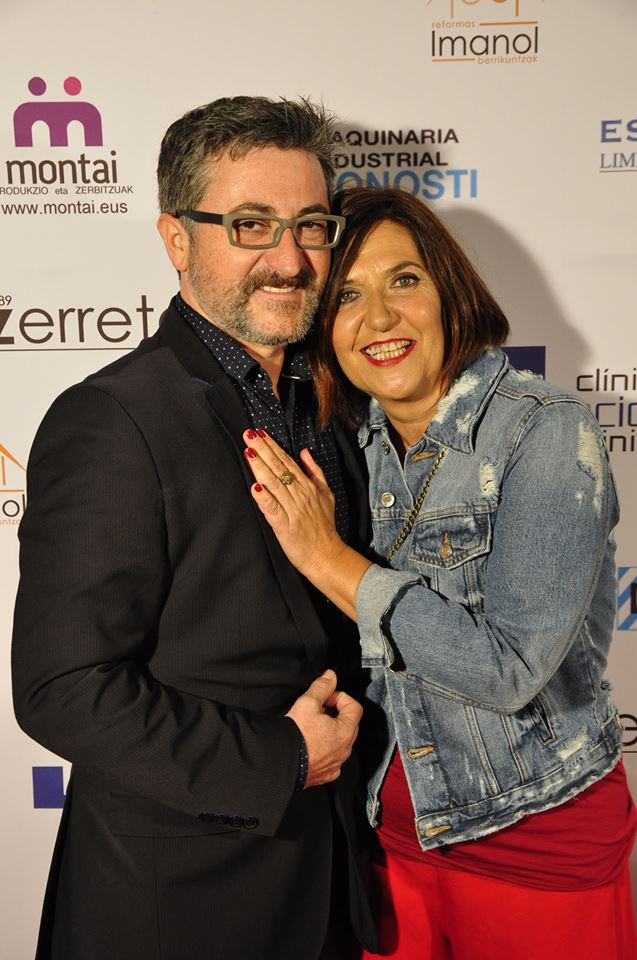
Ane Gabarain y Gorka Aguinagalde en la entrega de premios

Entre las actividades de Ulialde Elkartea, se encuentra la entrega anual del Premio Ramón Labayen de cine a actores o directores de cine vascos, en reconocimiento de su carrera cinematográfica, durante el Festival Internacional de Cine de San Sebastián.
Este premio se constituyó en 2014, tras el fallecimiento de uno de sus socios, Ramón Labayen, para recordar a quien fuera Alcalde de San Sebastián y que tanto hizo por el Festival Internacional de cine de San Sebastián. Hay que tener en cuenta, que Ramón Labayen, cuando fue alcalde de San Sebastián, el Festival de Cine se encontraba en una mala situación, y él junto con Pilar Miró, lograron subir otra vez a la máxima categoría internacional el certamen cinematográfico.
Previo a la gala de entrega de premios, se realiza una cena en la sociedad con el propio premiado y los socios y vecinos del barrio de Gros.
El premio en sí, es humilde. Es un cuadro realizado por un artista del barrio de Gros, donde se aprecia el palacio del Krusaal. Aparte de este premio, los patrocinadores entregan más obsequios, tanto al premiado como a los asistentes a la cena.

### Premiados

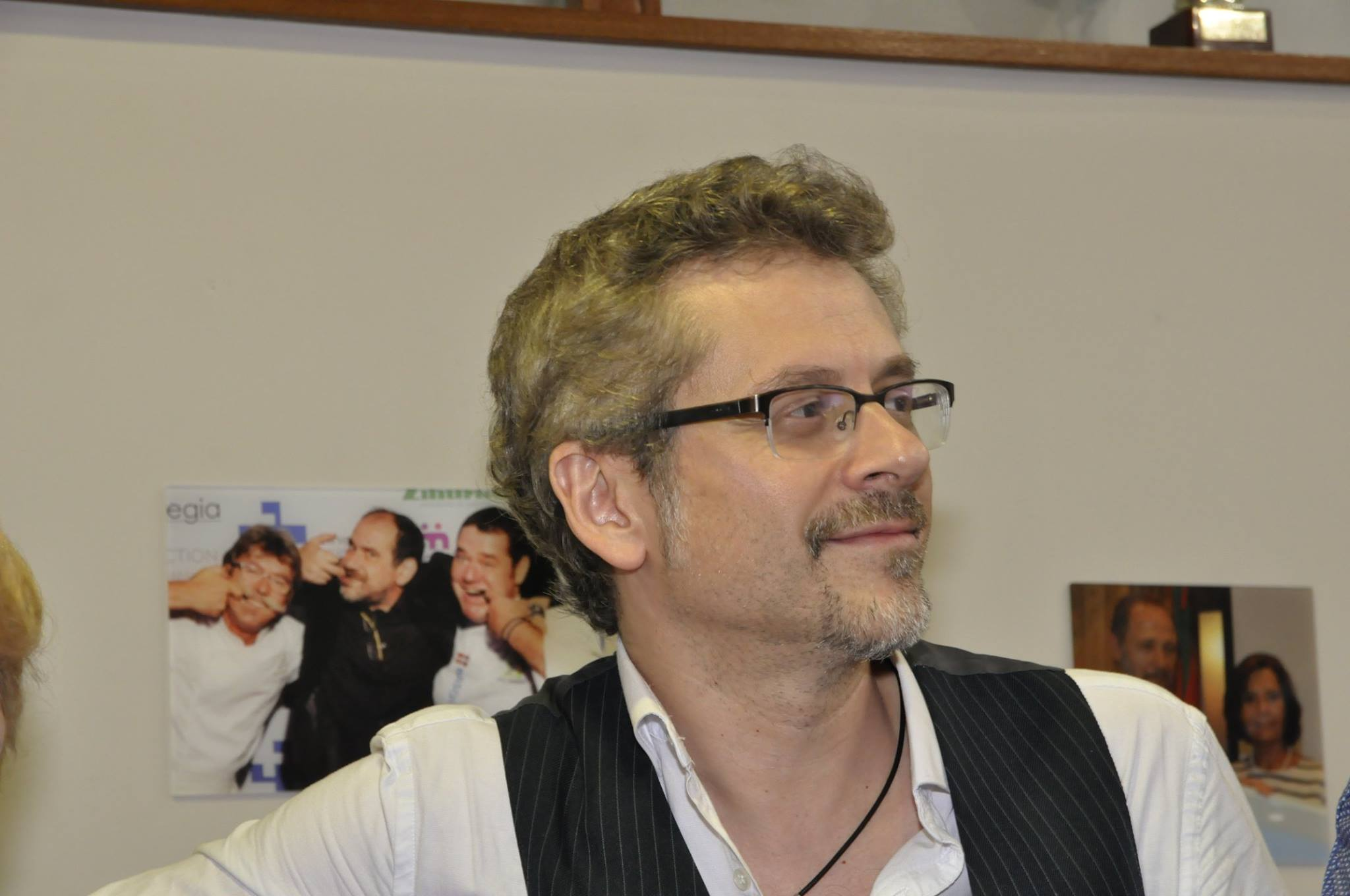
Juanma Bajo Ulloa en la entrega del premio

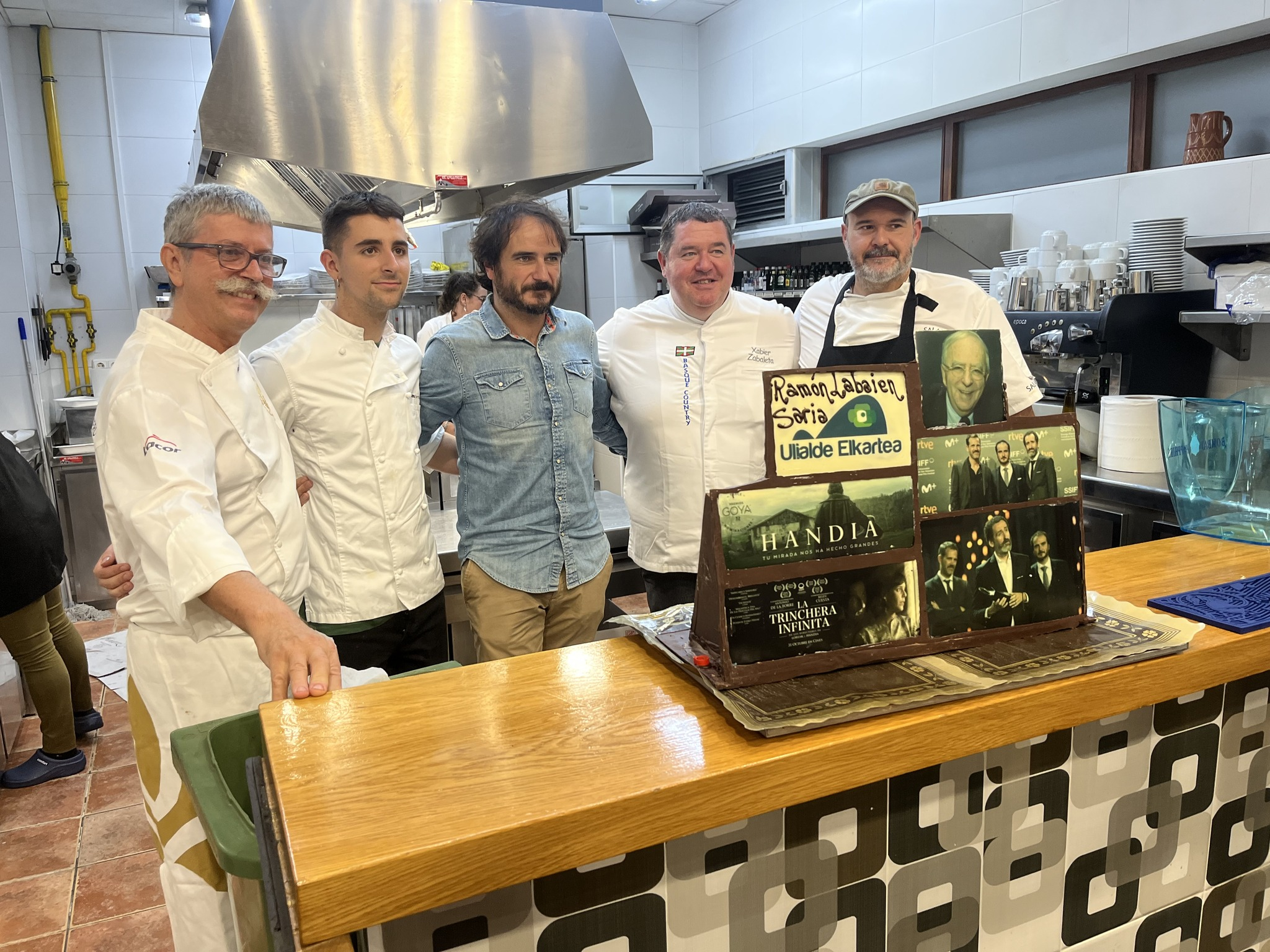
Aitor Arregi en el acto de entrega del premio en 2022

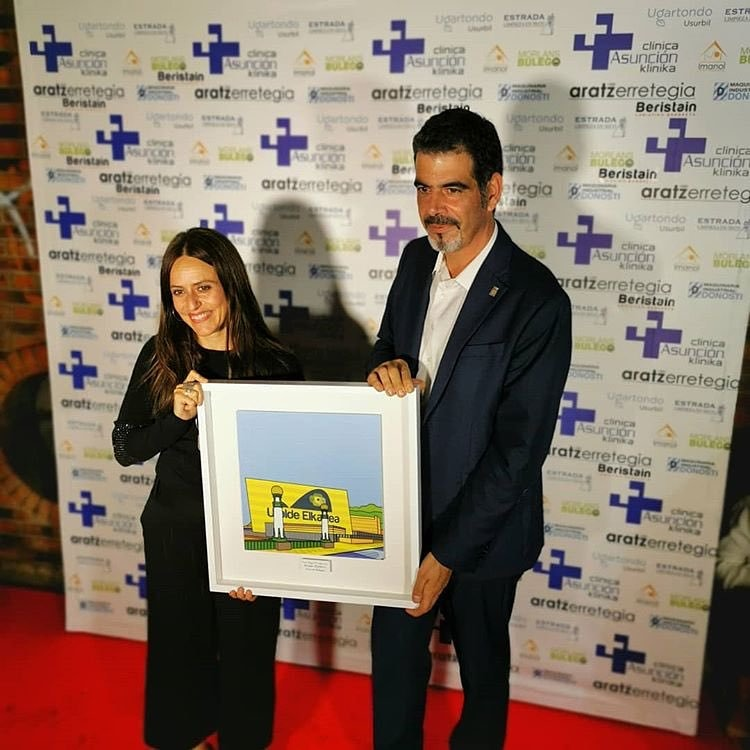
Itziar Ituño en la entrega de premios

En 2014 fue galardonado el actor Martxelo Rubio. En 2014, después de la entrega de premios, se emitió un cortometraje protagonizado por Martxelo Rubio. En 2015 fue galardonado el actor y director Karra Elejalde. En 2016 debido a la capitalidad cultural europea de San Sebastián (DSS2016), hubo dos galardonados: Ane Gabarain y Gorka Aguinagalde. En 2017 fue galardonado el director de cine gasteiztarra Juanma Bajo Ulloa. En 2017, después de la entrega de premios se emitió un "teaser" de la nueva película de Juanma Bajo Ulloa, "Baby".
En 2018 fue galardonado el Urretxuarra Jon Plazaola. En 2019, la galardonada fue la actriz Itziar Ituño. Itziar Ituño es una actriz con una larga trayectoria que ha participado entre otras series en Goenkale o La Casa de Papel.
En 2020 y 2021, se dejó desierto el Premio, por la imposibilidad de celebrar la gala de entrega del premio por el Covid-19. En 2022, el premio fue concedido a la productora Moriarti. Moriarti ha realizado en los últimos años películas de gran éxito como Loreak, Handia o La Trinchera Infinita. En 2022, está elaborando una serie sobre Balenciaga.
En 2023, la premiada fue Loreto Mauleon, una actriz donostiarra, del mismo barrio de Gros que Ulialde, y ganadora del premio Feroz por su trabajo en Patria.
En 2024, el premiado fue Ramon Agirre, conocido actor donostiarra, por la participación en películas como Handia, Errementari, Agur Etxebeste! o Irati.

## Coro de Santa Ageda.

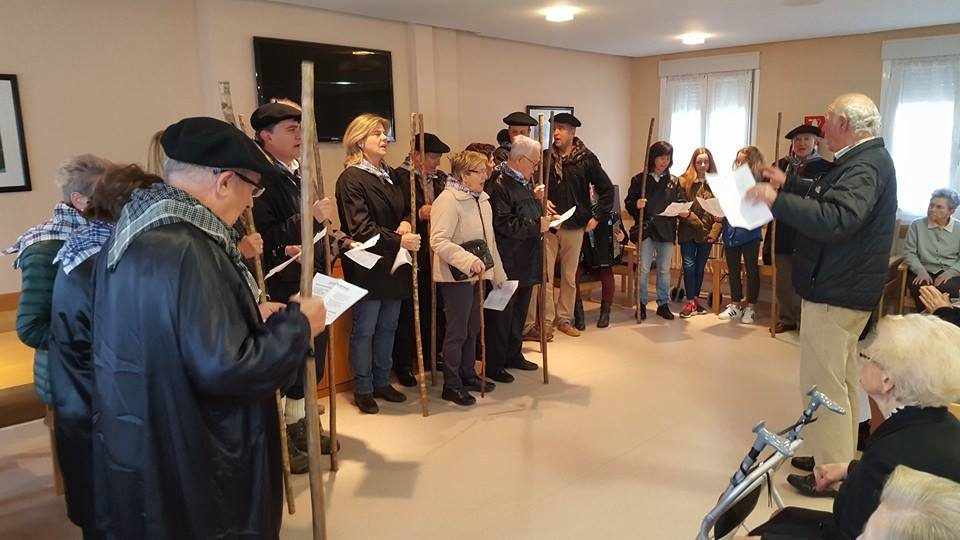
Coro de Santa Ageda

Desde 1997, Ulialde Elkartea organiza un coro, que el sábado del día de Santa Ageda, recorre las residencias de ancianos de Gros, Egia e Intxaurrondo, alegrando a nuestros mayores.
El coro está compuesto por unos 30 socios de la sociedad. Acuden entre otras residencias a Nuestra Señora de la Paz, Aldakonea, Hermano Garate, San Ignacio, San José de la Montaña, Kristobaldegi y Txara.

## Equipo de Soccer.

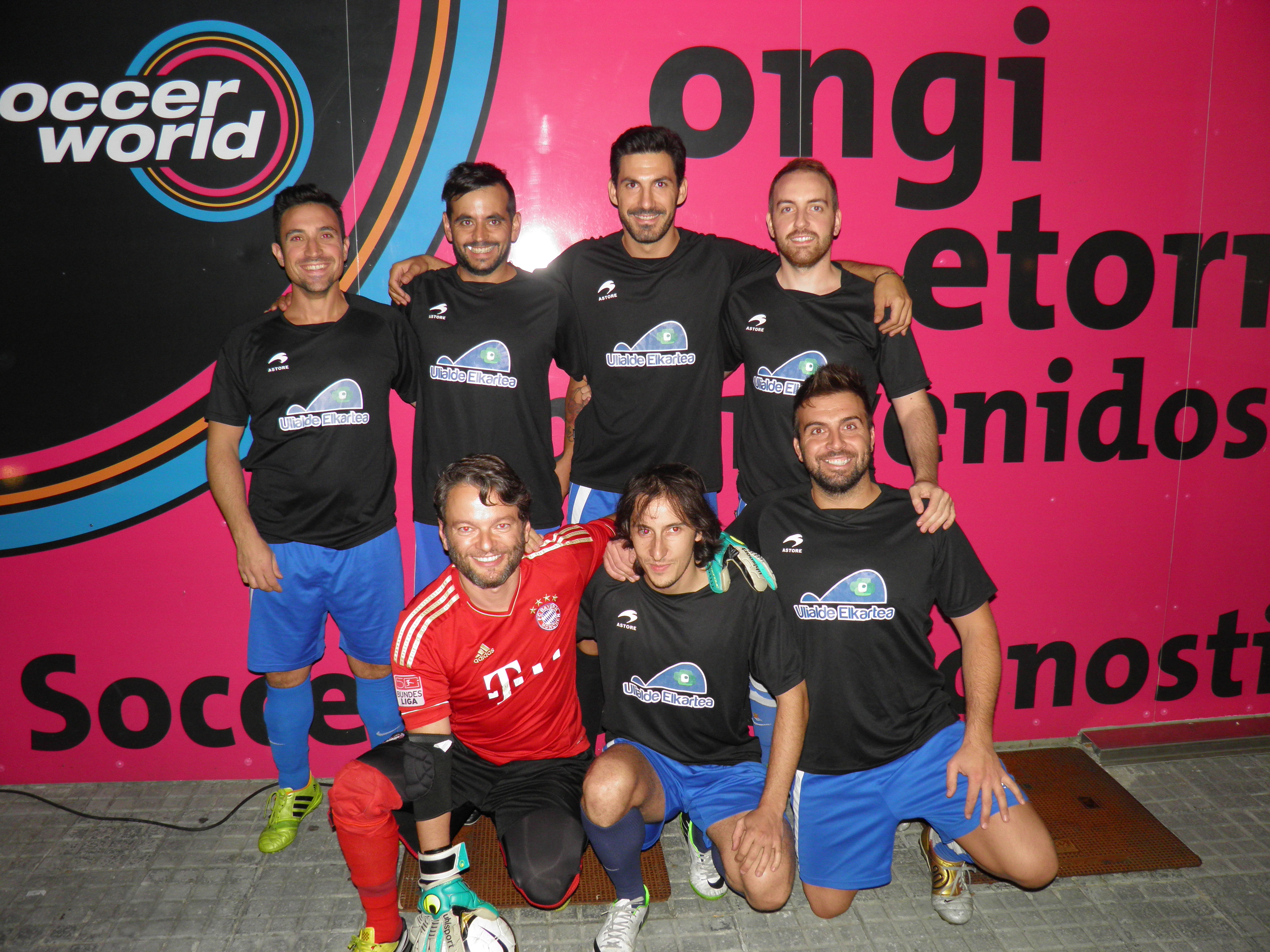
Equipo de Soccer Ulialde

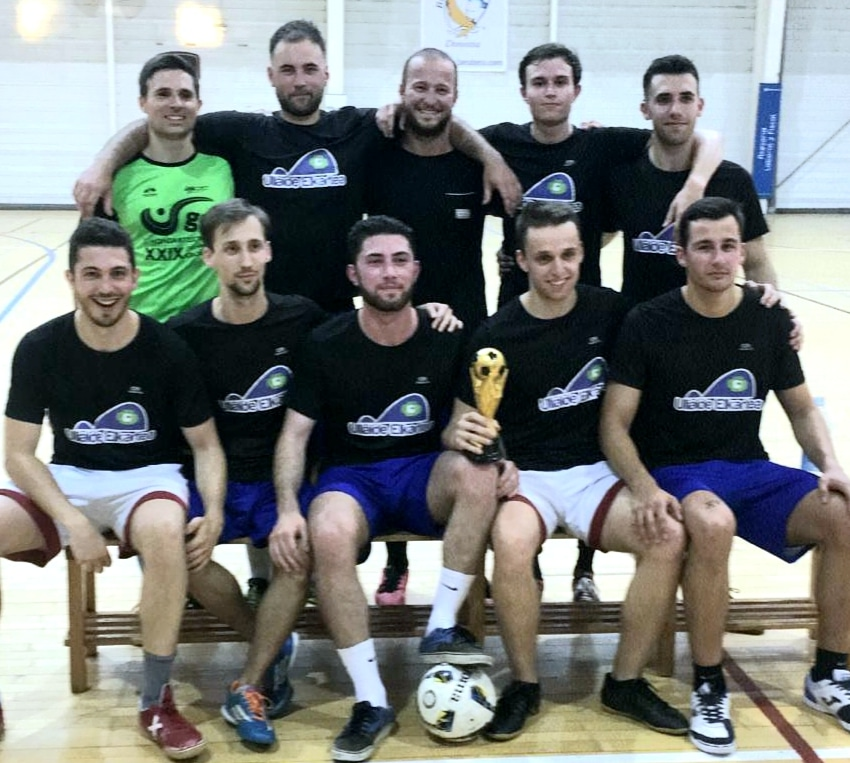
Torneo Zipotz Jaiak 2019

Desde Ulialde Elkartea se quiere fomentar todo tipo de cultura y deporte, y dentro de esta filosofía, patrocina un equipo de Soccer, que juega en la liga de Soccerworld del barrio donostiarra de Riberas de Loiola.
Después de varios años participando en el Soccer de Riberas de Loiola, el equipo de Ulialde ha evolucionado. El año 2019, ha participado en varios torneos, entre ellos el Memorial Imanol Artola de Lezo, con una modesta clasificación. Del mismo modo, han participado en el torneo de las fiestas de Gros (Zipotz jaiak) de 2019, quedando como subcampeones.